# Quận Union, Ohio
Quận Union là một quận thuộc tiểu bang Ohio, Hoa Kỳ. Quận lỵ đóng ở Marysville6. 
Dân số theo điều tra năm 2010 của Cục điều tra dân số Hoa Kỳ là 52300 người.

## Địa lý
Theo Cục điều tra dân số Hoa Kỳ, quận này có diện tích 1130 km2, trong đó có 13 km2 là diện tích mặt nước.